# Wolf Euba

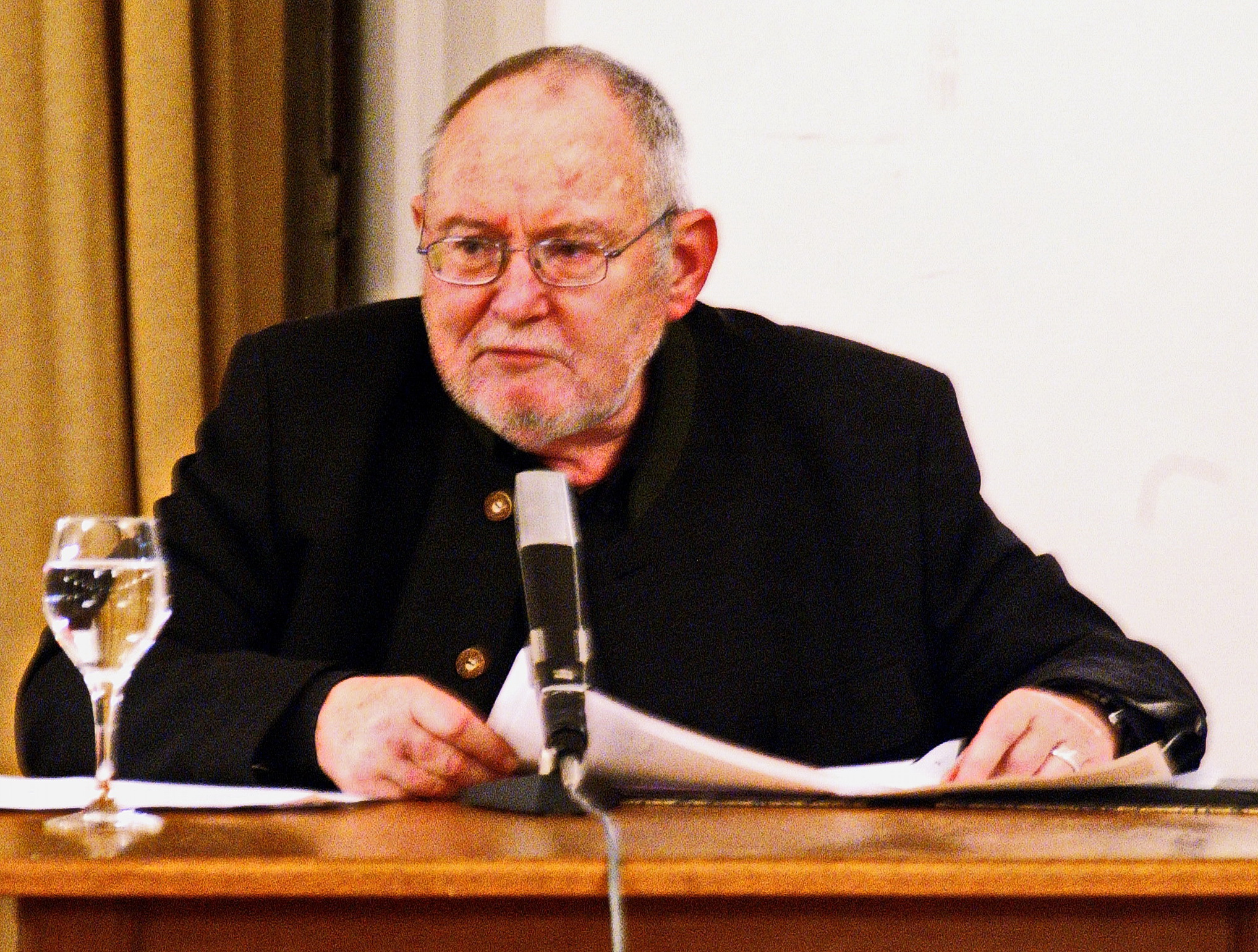
Wolf Euba, 2003

Wolf Euba (* 3. April 1934 in Nürnberg; † 24. Januar 2013 in München) war ein deutscher Rezitator, Schauspieler, Regisseur und Autor von Radio-Features.

## Leben
Wolf Euba wuchs in München auf. Nach abgeschlossenem Englisch- und Französischstudium und einem Fulbright-Stipendienaufenthalt in den Vereinigten Staaten absolvierte er eine Schauspielerausbildung. Ab 1962 wurde er als „die Stimme Bayerns“ (SZ) bekannt, da er für den Bayerischen Rundfunk in Radio und Fernsehen als Sprecher, Regisseur und Autor tätig war.
In literarisch-musikalischen Soloprogrammen arbeitete Wolf Euba unter anderem mit der Akkordeonistin Maria Reiter, dem Cellisten Heinrich Klug, dem Schlagzeuger Stefan Blum, dem Cembalisten Michael Eberth, dem Schwabinger Klaviertrio und dem Dirigenten Markus Elsner zusammen. Darüber hinaus übernahm er Sprecherpartien in Oratorien (z. B. In terra pax von Frank Martin) und Melodramen (z. B. Das Hexenlied von Max von Schillings / Ernst von Wildenbruch).
Wolf Euba starb im Alter von 78 Jahren in München.

## Ehrungen
- 1989: Kurd-Laßwitz-Preis (zusammen mit Wolfgang Jeschke für das Hörspiel Jona im Feuerofen oder Das versehrte Leben)
- 1999: Günther-Klinge-Kulturpreis der Gemeinde Gauting (zusammen mit Ingolf Turban)
- 2001: Silberne Rose der tz
- 2008: Jahrespreis der Pocci-Gesellschaft
- 2010: Bürgermedaille der Gemeinde Gröbenzell

## Werke

### Radio-Features
- Mythen – Deutungen menschlichen Lebens: Medea
- Contra Galileum Galilei. Die Züchtigung eines freien Geistes
- Die kalte Revolution. Napoleon, Max Joseph und Montgelas, oder: wie Bayern zu einem modernen Staat wurde
- „Deutschland, wir weben dein Leichentuch“ – zum schlesischen Weberaufstand vom Juni 1844
- Joseph Roth: Radetzkymarsch
- „Pieck kam von links und ich von rechts“ – Otto Grotewohl und der Zusammenschluss von SPD und KPD zur SED (BR 7. Juni 1999)
- J. Edgar Hoover – Ein Schatten über Amerikas Demokratie (BR 11. Februar 2002)
- und viele andere

### Hörspiele
Als Sprecher / Regisseur / Autor
- Edgar Allan Poe: Der Mord in der Rue Morgue (1965; Rolle: Edgar Allan Poe)
- Carl Orff: Ein Osterspiel (Comoedia de Christi Resurrectione) (BR 1971; Rolle: ?)
- Molière: Der eingebildete Kranke (1972; Regie)
- Georg Lohmeier: Übergang oder Die Geduld (1977; Rolle: Michael)
- Hermann Moers: Die Qualle (BR 1977; Regie)
- Louis C. Thomas: Selbstjustiz (1978, deutsch von Maria Frey; Regie)
- Carl Orff: Die Bernauerin (1980; Regie; Rolle: Richter)
- Rolf und Alexandra Becker: Die Experten (Serie, 1980–82; Rolle: Erzähler)
- Ödön von Horváth: Glaube, Liebe, Hoffnung (1982, Bearbeitung und Regie)
- Bernhard Pfletschinger: Transit (1983, nach Anna Seghers; Regie)
- H. G. Wells: Menschen Göttern gleich (1983; Regie)
- Aldous Huxley: Schöne neue Welt (1984; Regie)
- Jules Verne: Die Schiffbrüchigen der Jonathan (1984; Regie)
- Karel Čapek: Der Krieg mit den Molchen (1984; Regie)
- Kurd Laßwitz: Auf zwei Planeten (1984; Regie)
- Karl Amadeus Hartmann / Hermann Scherchen, Wolfgang Petzet: Simplicius Simplicissimus. Oper (Funk-Einrichtung, BR 1985; Rolle: Sprecher)
- Georges Simenon: Brief an meinen Richter (1985, nach dem gleichnamigen Roman; Regie)
- Jewgeni Samjatin: Wir (1985; Regie)
- Bernhard Kellermann: Der Tunnel (1985; Regie)
- Albert Sigl: Kopfham (1986; Regie)
- Wolfgang Jeschke: Jona im Feuerofen oder Das versehrte Leben (20. Juni 1988; Regie)
- Wilhelm Killmayer / Tankred Dorst: Yolimba oder Die Grenzen der Magie (BR 1991; Rolle: Sprecher)
- Bernd Grashoff: Der Mann, der Dracula schrieb (BR 1992; Regie)
- Michael Koser: Der letzte Detektiv – Virtuella (BR 1995; Rolle: Dr. Mandelbrot)
- Wilhelm Busch: Die Knopp-Trilogie: Abenteuer eines Junggesellen (2007; Rolle: Erzähler)
- Sven Hinz: „Eine Operette komponieren? Kommt überhaupt nicht in Frage!“ (BR 2009; Rolle: Giacomo Puccini)

### Rundfunklesungen, Hörbücher
- Wilhelm Hauff: Das kalte Herz (BR 1977)
- Klaus Kamphausen: Die Indianer Nordamerikas (2002)
- Ödön von Horváth: Kleine Leute (2003; mit Martina Gedeck)
- Gustav Meyrink: Der Golem (2003)
- Fenster in den Orient. Gedichte von Friedrich Rückert (2003; mit Rufus Beck, Ulrike Kriener, Mareike Carrière, Doris Kunstmann, Ulrich Pleitgen, Martina Gedeck u. a.)
- Das Hörbuch der Katastrophen. Texte von Hermann Harry Schmitz (mit Adele Neuhauser, Alexander Netschájew, Manes Meckenstock); Musik: Duo Out Of Vienna (Wolfgang Roth, Antje Uhle)
- Ludwig Thoma: Der Ruepp (2004)
- Michael Schulte: Das Leben des Karl Valentin (2002/04; mit Josef Bierbichler, Walter Schmidinger)
- Großkariert. Bedenkliches & Vergnügliches von Oskar Maria Graf (2006)
- Herbert Rosendorfer: Vorstadtminiaturen (2007; mit Veronika-Marie von Quast)
- Johann Eisenmann: Heilige und Sünder – Die Geschichte der Päpste (2007)
- Peter Rosegger: Als ich noch der Waldbauernbub war (2008)
- Karl Scheffler: Gedanken über das Zweckfreie. Essays (2008)
- Joseph Opatoshu: Ein Tag in Regensburg. Deutsch von Evita Wiecki und Sabine Koller (2009; mit Evita Wiecki)
- Weihnachten unterm Schnee. Zwei Weihnachtsgeschichten von Karel Klostermann (2009; mit Musik von Johann Kaspar Mertz, gespielt von Yvonne Zehner [Gitarre])

### Filme
Als Schauspieler / Sprecher
- Wie ich ein Neger wurde (1969; Drehbuch: Helga Wittenborg, Roland Gall [nach Ödön von Horváths Roman Jugend ohne Gott]; Regie: Roland Gall; Rolle: Pfarrer)
- Céleste (1981; Drehbuch und Regie: Percy Adlon; Rolle: Robert Proust)
- Bekenntnisse des Hochstaplers Felix Krull (1982; Drehbuch: Alf Brustellin; Regie: Bernhard Sinkel; Rolle: Lehrer)
- Pumuckl und der blaue Klabauter (1993/94; Synchronstimme für Gustl Bayrhammer)
- Das Zimmer im Spiegel (2008; Drehbuch und Regie: Rudi Gaul; Rolle: Weber)